# سرباز آبی
سرباز آبی‌پوش (انگلیسی: Soldier Blue) فیلمی به کارگردانی رالف نلسون محصول ۱۹۷۰ در ایالات متحده آمریکا است. کندیس برگن، پیتر اشتراوس و دونالد پلزنس از بازیگران این فیلم بوده‌اند.